# Рудюк Наталія Микитівна
Рудюк Наталія Микитівна (нар. 14 вересня 1952, Бердичів) — українська театральна художниця з костюмів, сценограф, лялькарка. Заслужений діяч мистецтв України. Член Національної спілки художників України.
Наталія Рудюк — учениця відомого українського художника-сценографа Данила Лідера, володарка премії театрального фестивалю «Золотий лев» 1990 року, володарка театральної премії «Київська пектораль» 1994 року. Ім'я Наталі Рудюк вписане до Французької енциклопедії театру. У творчому доробку Наталі Микитівни — 60 вистав у містах України, Росії, Польщі, Литви, Латвії, Естонії, США. Рудюк співпрацювала з відомими режисерами, серед яких Сергій Данченко, Роман Віктюк, Юрій Любимов.
Лауреат Національної премії України імені Тараса Шевченка 2021 року.

## Життєпис
Наталія Микитівна народилась 14 вересня 1952 року у місті Бердичів Житомирської області.
Освіту майбутня художниця здобула 1978 року на театрально-декораційному відділенні Київського державного художнього інституту. Одразу після завершення освіти отримала роботу за спеціальністю у театрі.
У 1990-х роках Рудюк почала професійно займатись створенням художніх ляльок.
2016 року за вагомий особистий внесок у розвиток національної культури і театрального мистецтва, значні творчі здобутки, високу професійну майстерність Рудюк отримала звання «Заслужений діяч мистецтв України».
2021 року за виставу «Verba» Рудюк як художниця з костюмів разом із режисером Сергієм Маслобойщиковим та композитором Олександром Бегмою стали лауреатами Національної премії України імені Тараса Шевченка, здобувши перемогу в номінації «Театральне мистецтво».